# Eduard Azaryan
Eduard Albertovich Azaryan, em russo: Эдуард Альбертович Азарян, (Erevan, 11 de abril de 1958) foi um ginasta armeno que competiu em provas de ginástica artística pela extinta União Soviética.
Filho do ex-ginasta soviético Albert Azaryan, Eduard iniciou sua carreira profissional em 1975, aos dezessete anos, competindo em eventos da categoria júnior. No Nacional Soviético, venceu a prova das argolas - especialidade de seu pai - e conquistou a prata na barra fixa e no solo. Em 1978, estreando na categoria sênior, conquistou o segundo lugar no Campeonato Nacional Soviético. Mais tarde, em nova estreia, competiu no Mundial de Estrasburgo, na França, no qual saiu-se segundo colocado por equipes. No ano seguinte, saiu-se vitorioso do concurso geral, no Nacional Soviético, competição esta na qual ainda subiu ao pódio por mais três vezes, após as disputas por aparelhos: solo (ouro), argolas (prata) e cavalo com alças (bronze).
Em 1980, Eduard participou de sua primeira e única edição olímpica: os Jogos de Moscou. Neles, ajudou a equipe soviética a conquistar a medalha de ouro coletiva. No ano seguinte, último como ginasta, conquistou o bronze do individual geral na Copa Soviética. Após, encerrou a carreira competitiva.
Aposentado da ginástica, aos 22 anos, Azaryan cursou faculdade de direito em uma universidade estadual. Formado, mudou-se com a família para os Estados Unidos, onde exerce a profissão.